# Karl Heinrich von Hornstein

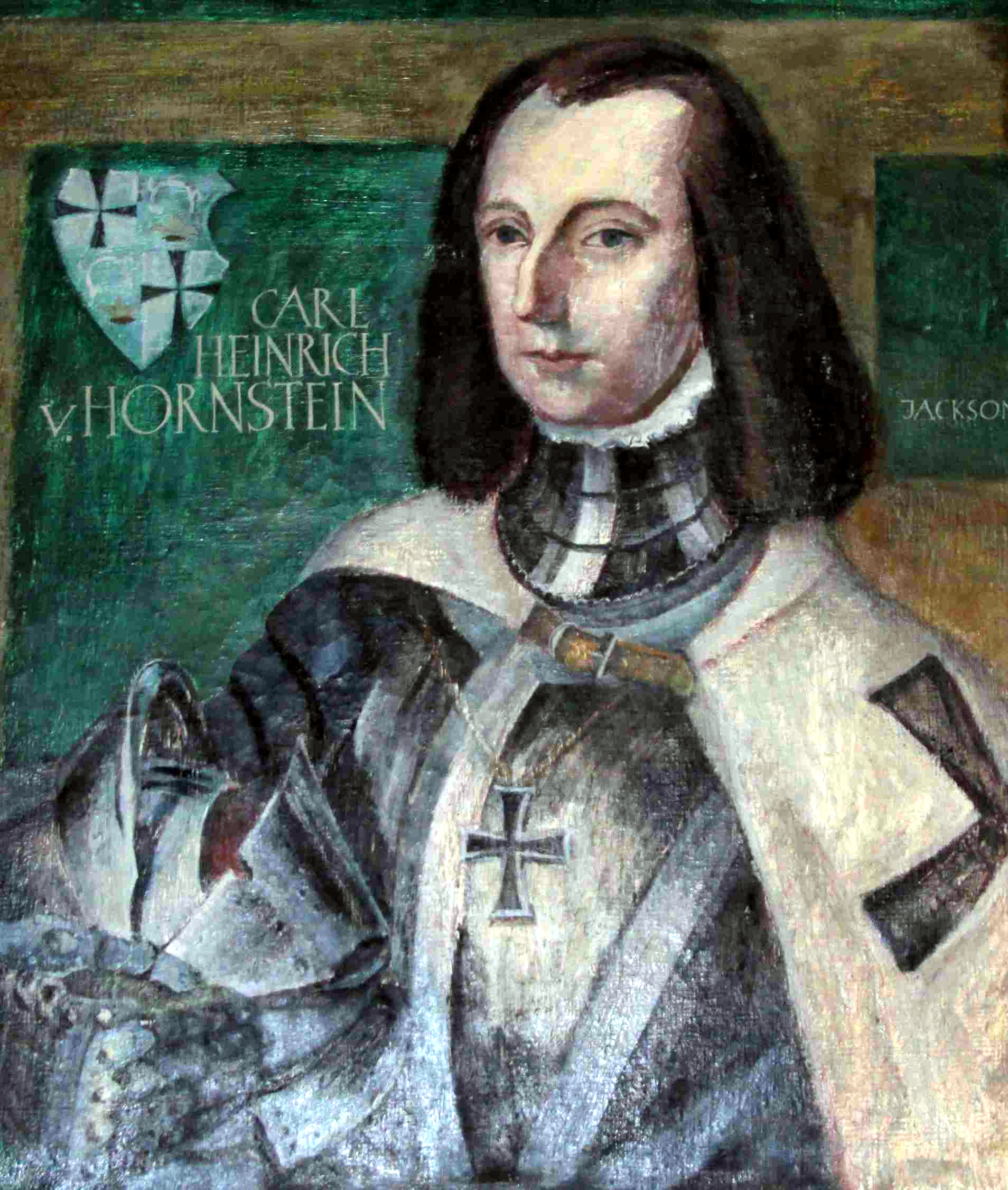
Carl Heinrich von Hornstein

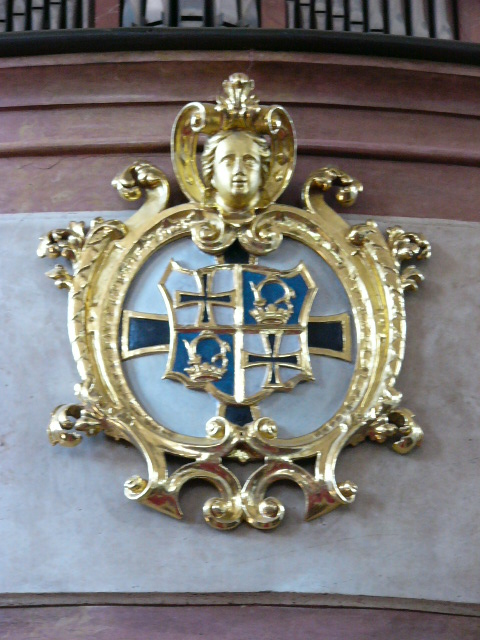
Hornsteins Wappen ziert neben der Gebäudefassade auch die Orgelempore in der katholischen Kirche des Ordensschlosses von Absberg

Karl Heinrich von und zu Hornstein (* 13. Februar 1668; † 31. Juli 1745) war Ritter des Deutschen Ordens.
Seine Eltern waren Johann Heinrich von Hornstein (* 1630) und Maria Ursula von Freyberg. Obwohl aus dieser Ehe 18 Kinder hervorgingen, starb die Linie mit den Söhnen dieser Ehe aus. 1681 wurde Karl Heinrich Edelknabe bei dem Deutschordenshochmeister Ludwig Anton von Pfalz-Neuburg. Nach mehrjährigem Kriegsdienst wurde er am 15. Mai 1689 in Ellingen in den Deutschen Orden aufgeschworen. Nach nochmaligen Kriegsjahren wurde er 1694 Trappier in Mergentheim. Von 1697 bis 1703 Hauskomtur in Freudenthal, wurde er 1703 Komtur zu Burg Horneck und am 20. Mai 1705 Komtur der Kommenden Oettingen und Donauwörth. Seit 1708 Ratsgebietiger der Ballei Franken, wechselte er am 12. Mai 1712 als Komtur nach Kapfenburg und wurde zudem 1714 Hofratspräsident des Hochmeisters in Mergentheim. Am 28. März 1717 zum Statthalter der Ballei Franken erhoben, wurde er daselbst am 15. Mai 1718 Landkomtur und damit zugleich Komtur von Ellingen und Würzburg. Noch im selben Jahr auf die Kommende Kapfenburg Verzicht leistend, ernannte ihn der Hochmeister am 15. November 1719 zum Geheimen Rat. Hochmeister und Erzbischof Clemens August I. von Bayern berief ihn zudem 1729 zum kurfürstlichen Geheimen Rat in Köln.
Hornstein ließ in der Kapfenburg den Hohenlohebau abreißen und im Barockstil dreistöckig neu errichten. Er ist der Erbauer wesentlicher Teile des Schlosses Ellingen (Haupt- und Westflügel), der im Dreißigjährigen Krieg zerstörten Ellinger Stadtpfarrkirche St. Georg, der etwas außerhalb von Ellingen stehenden Maxkirche (auch Fischkirche genannt) und der Franziskanerkirche Ellingen. Unter ihm wurde die Ellinger Spitalkirche und das Liebfrauenmünster von Wolframs-Eschenbach barockisiert. 1725 ließ er Schloss Absberg erbauen.
Karl Heinrich von Hornstein ist in Ellingen in der Gruft der auf sein Geheiß hin vom Ordensbaumeister Franz Joseph Roth aus Wien 1731 errichteten Maria-Hilf-Kapelle hinter der Katholischen Stadtpfarrkirche einbalsamiert in einem Glassarg beigesetzt. Seine Gesichtszüge sind gut erkennbar und stimmen mit den vorhandenen Ölgemälden aus der Zeit überein.

## Wappen
Das Hornsteinsche Wappen zeigt im blauen Feld zweimal eine weiße Hirschstange über gelbem Dreiberg (zur Krone aufgewertet) gebogen und zweimal das Deutschordenskreuz. Es findet sich unter anderem am Rand des Deckengemäldes der Ellinger Stadtpfarrkirche und an der Decke des Regensburger Deutschordenssaals.

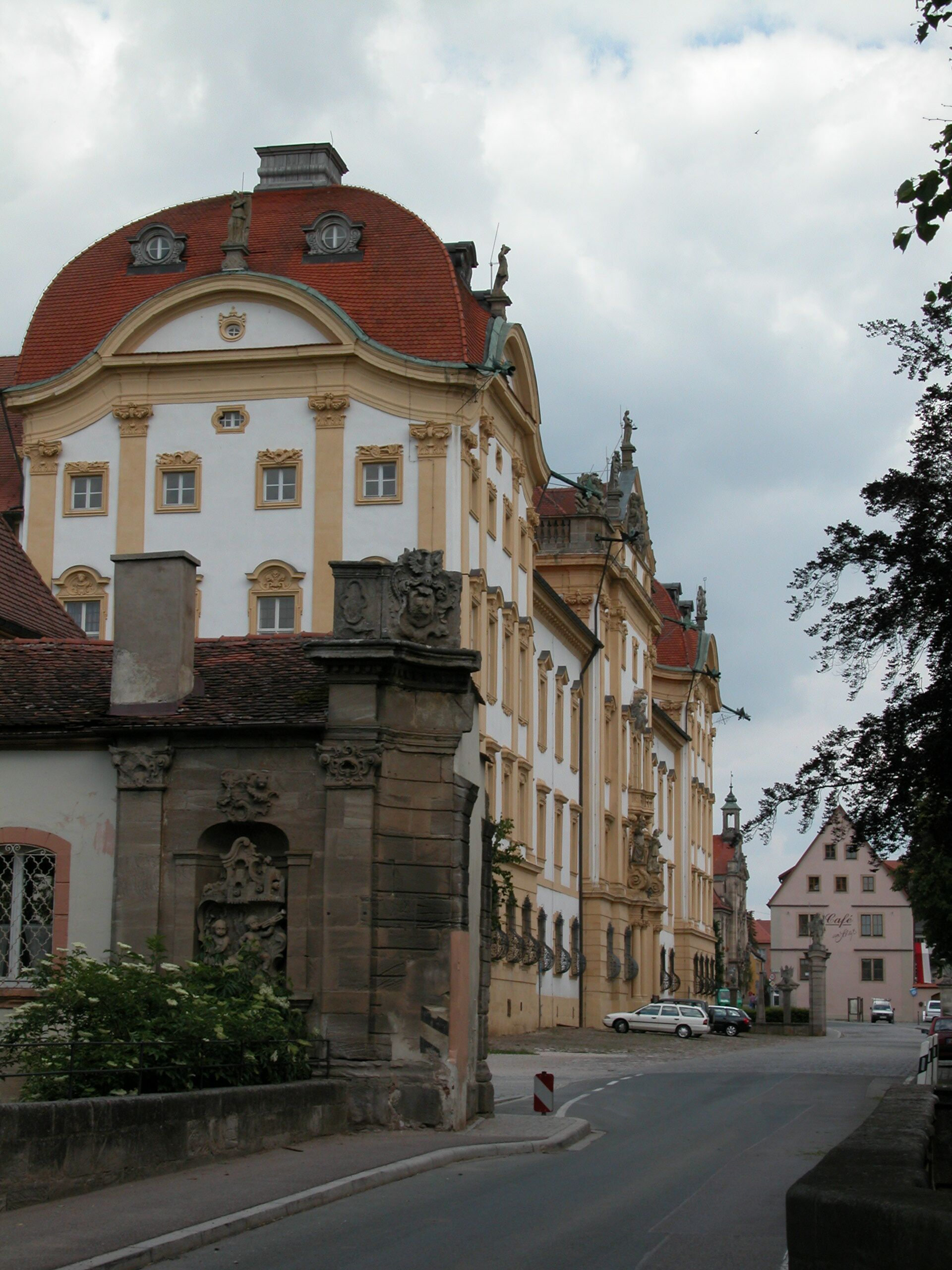
Schloss Ellingen
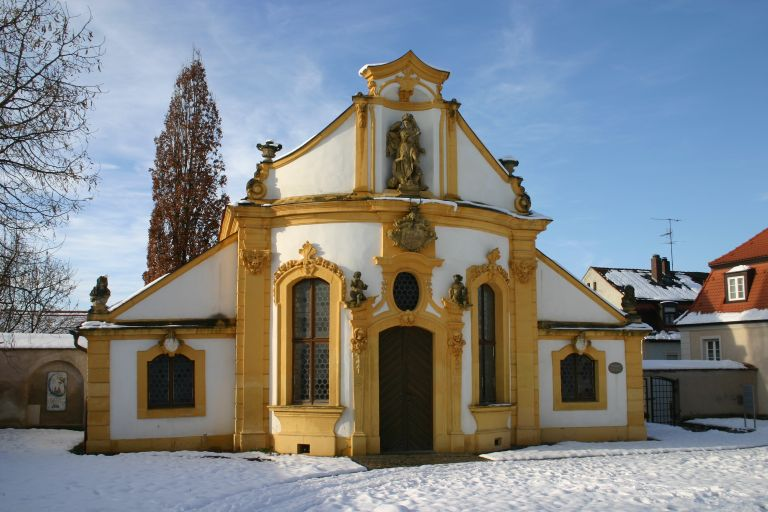
Maria-Hilf-Kapelle in Ellingen, Grabkapelle von Karl Heinrich von Hornstein
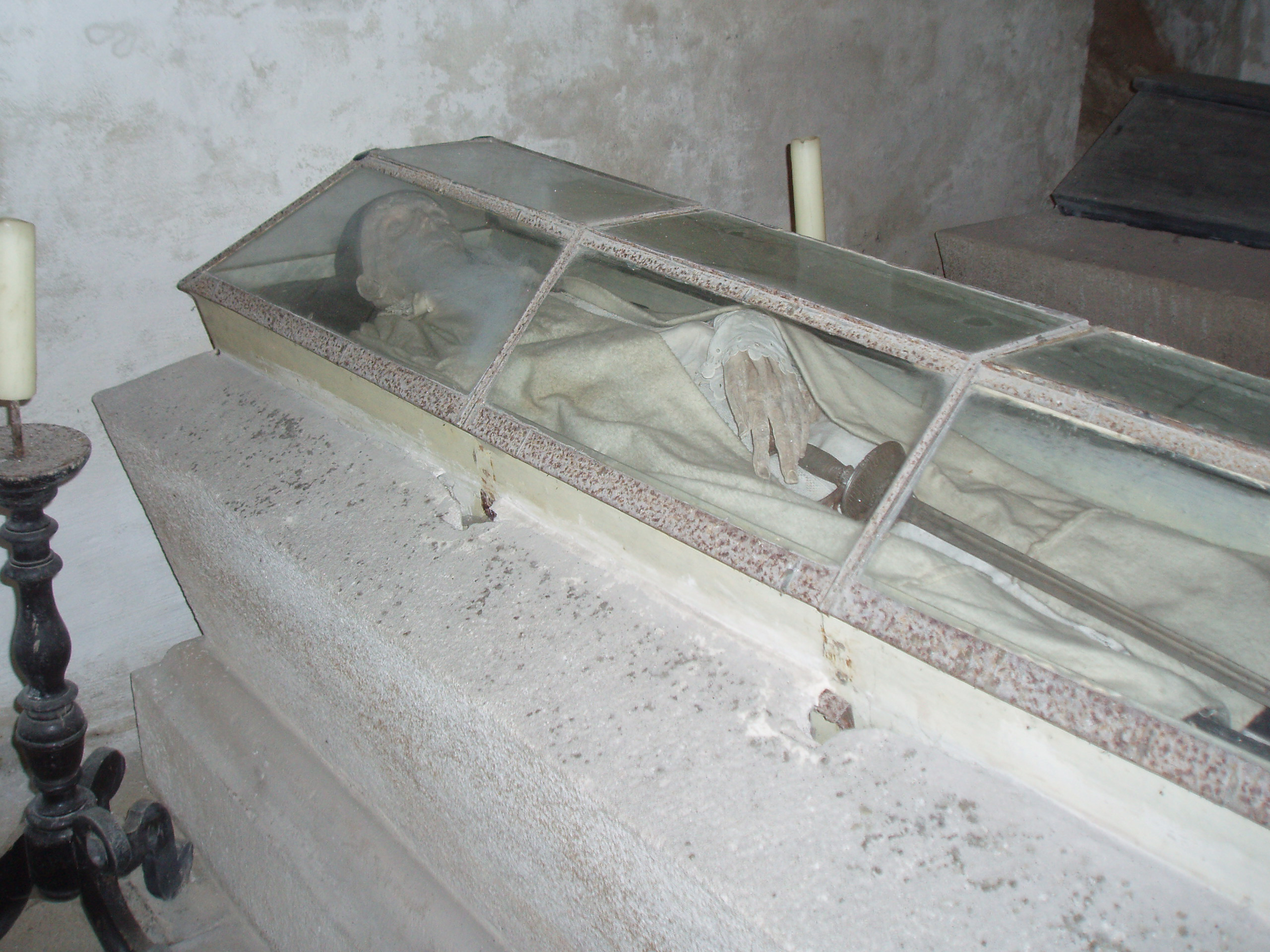
Hornsteins Mumie in der Gruft der Maria-Hilf-Kapelle in Ellingen
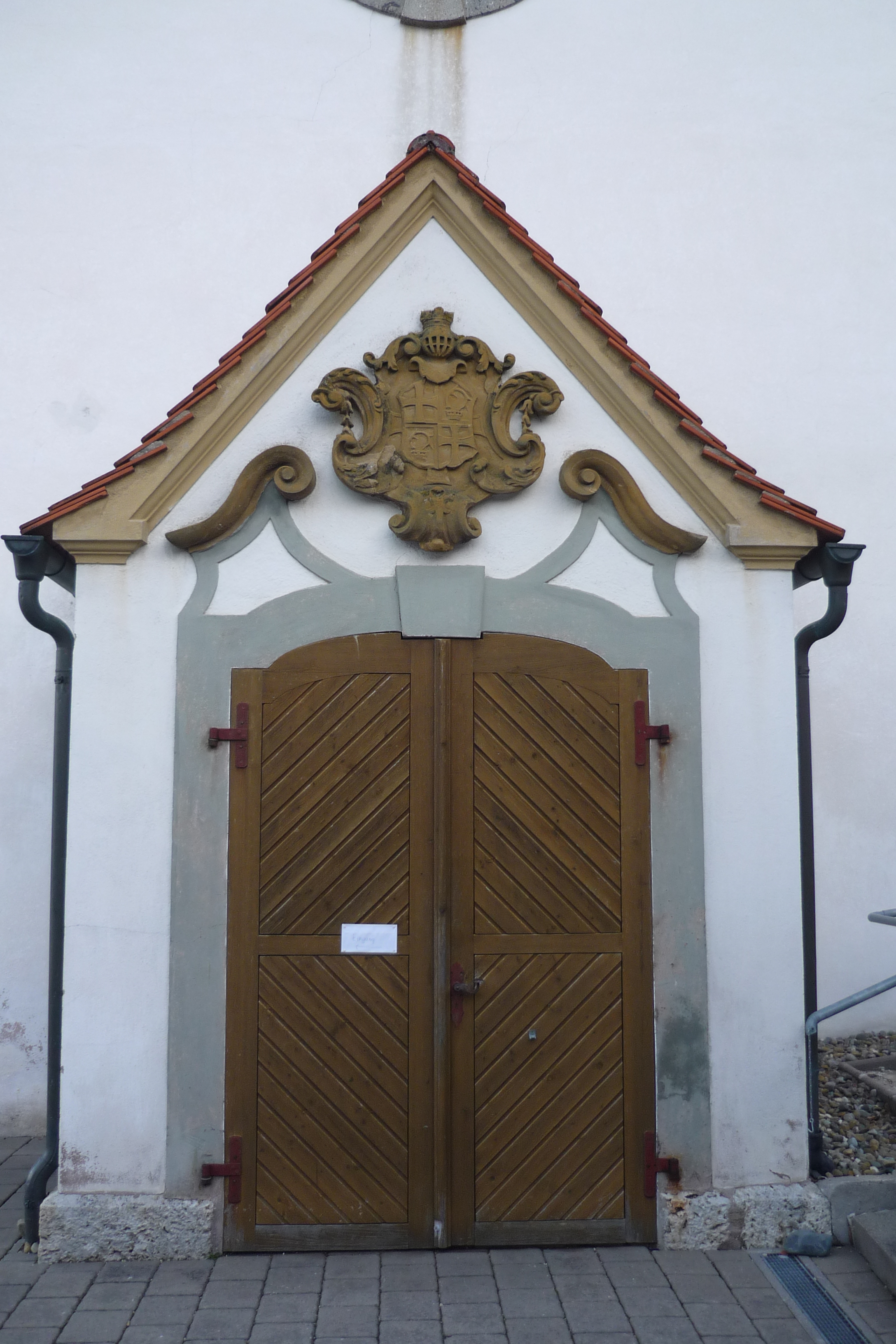
Hornsteins Wappen an der Pfarrkirche St. Georg in Reimlingen